# 丹尼爾·哈科特
丹尼爾·洛伦佐·哈克特（英語：Daniel Lorenzo Hackett，1987年12月19日—），意大利/美国籃球運動員。他現在效力於希臘籃球聯賽球隊奧林匹亞科斯。他也代表意大利國家籃球隊參賽。